# Epitoniidae
Epitoniidae Berry 1910 (1812) è una famiglia di molluschi gasteropodi polmonati dell'ordine Caenogastropoda, unica appartenente alla superfamiglia Epitonioidea.

## Tassonomia
La famiglia comprende i seguenti generi:
- Acirsa Mörch, 1857
- Acrilla H. Adams, 1860
- Acrilloscala Sacco, 1890
- Alexania Strand, 1928
- Alora H. Adams, 1861
- Amaea H. Adams & A. Adams, 1853
- Boreoscala Kobelt, 1902
- Chuniscala Thiele, 1928
- Cirsotrema Mörch, 1852
- Clathroscala de Boury, 1890
- Claviscala de Boury, 1909
- Couthouyella Bartsch, 1909
- Crebriscala de Boury, 1909
- Cycloscala Dall, 1889
- Cylindriscala de Boury, 1909
- Eccliseogyra Dall, 1892
- Eglisia Gray, 1842
- Epidendrium A. Gittenberger & E. Gittenberger, 2005
- Epifungium A. Gittenberger & E. Gittenberger, 2005
- Epitonium Röding, 1798
- Filiscala de Boury, 1911
- Fragilopalia Azuma, 1972
- Funiscala de Boury, 1890
- Globiscala de Boury, 1909
- Gregorioiscala Cossmann, 1912
- Gyroscala de Boury, 1887
- Iphitus Jeffreys, 1883
- Janthina Röding, 1798
- Kurodacirsa Masahito & Habe, 1975
- Minabescala Nakayama, 1994
- Murdochella Finlay, 1926
- Narrimania Taviani, 1984
- Narvaliscala Iredale, 1936
- Opalia H. Adams & A. Adams, 1853
- Opaliopsis Thiele, 1928
- Papuliscala de Boury, 1911
- Periapta Bouchet & Warén, 1986
- Proscala Cossmann, 1912
- Punctiscala de Boury, 1890
- Recluzia Petit de la Saussaye, 1853
- Rectacirsa Iredale, 1936
- Rutelliscala Kilburn, 1985
- Sthenorytis Conrad, 1863
- Surrepifungium A. Gittenberger & E. Gittenberger, 2005
- Tenuiscala de Boury, 1887
- Variciscala de Boury, 1909

Sono noti anche i seguenti generi estinti:
- Cerithiscala de Boury, 1887 †
- Clathrus Agassiz, 1837 †
- Foratiscala de Boury, 1887 †
- Gibboscala Kollmann, 2005 †
- Goniscala Marwick, 1943 †
- Turriscala de Boury, 1890 †